# Orden de Santa Isabel
La Orden de Santa Isabel fue una orden exclusiva para mujeres del Electorado del Palatinado y después del Reino de Baviera.

## Historia

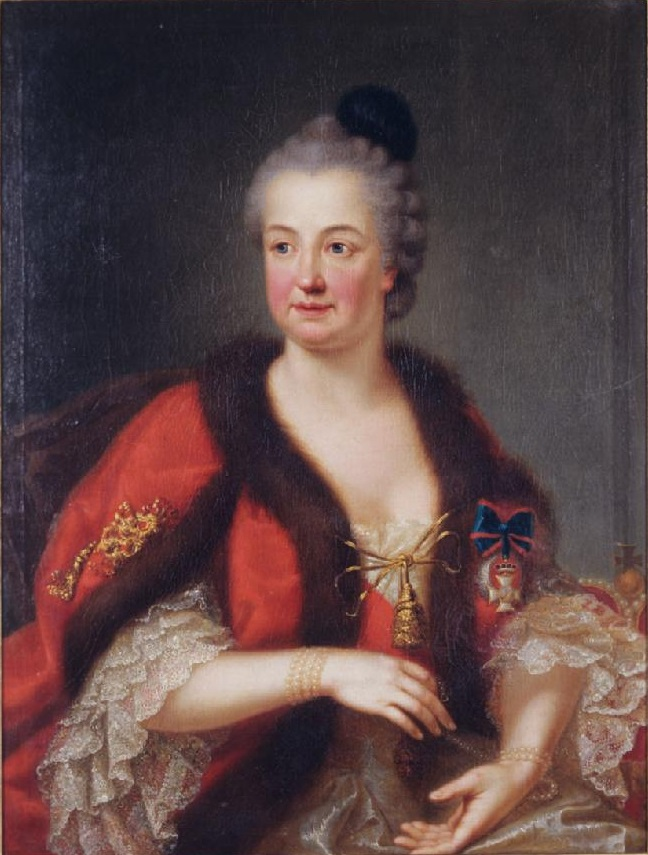
Retrato de la fundadora con el lazo e insignia de la orden por Heinrich Carl Brandt, 1767.

La orden de Santa Isabel fue fundada por Isabel Augusta de Sulzbach, esposa del entonces elector palatino Carlos Teodoro, el 18 de octubre de 1766.  El nombre de la orden fue elegido en honor a la patrona de la fundadora.
El primer nombramiento de la orden se realizó el 19 de noviembre de 1766, siendo nombradas damas, entre otras: María Ana del Palatinado, esposa del duque Clemente Francisco de Baviera, Maria Amalia del Palatinado, esposa del elector Federico Augusto de Sajonia y María Amalia del Palatinado, esposa del conde Guillermo del Palatinado-Birkenfeld.
La orden fue confirmada por la bula Pietatis Officia, dada por Clemente XIII, el 31 de enero de 1767 en la basílica de Santa María la Mayor.
Posteriormente la orden entró a formar parte de las órdenes bávaras al heredar Carlos Teodoro el electorado de Baviera, después erigido en reino.
El 12 de julio de 1873, la tercera gran maestre de la orden, María Teresa de Austria-Este, otorgó nuevos estatutos a la orden. Esta reforma de la orden se realizó de acuerdo con la voluntad del monarca bávaro Luis II de modernizar las órdenes del reino, tal y como había reformado en 1872 la Orden Real y Militar de San Jorge.

## Estructura
Se componía de una clase única de damas.  Las condiciones para ser nombrada dama de la orden consistían en profesar la fe católica, dieciséis cuarteles de nobleza y la nobleza de su marido. Así mismo debían ser damas casadas o viudas.
El número de damas estaba limitado a seis, aunque en dicho número no se encontraban comprendidas las princesas de casas soberanas, ni las titulares y esposas de cargos palatinos.
La gran maestre era nombrada por el elector del Palatinado y después por sus sucesores los reyes de Baviera.
Los nombramiento se realizaban en Pascua o en la fiesta de su patrona, Santa Isabel de Hungría, el 19 de noviembre.
La orden contaba originalmente con dos oficiales un secretario y un tesorero.

## Insignias
La insignia estaba formada por una cruz patada esmaltada de blanco con un círculo en el centro en el que se mostraba a Santa Isabel de Hungría, patrona de la orden, distribuyendo limosnas. En el reverso del medallón se encontraban las iniciales de la fundadora. La cruz se coronaba por la corona de elector.
Esta insignia colgaba del lazo de la orden formada, realizado con la cinta de la orden, azul con dos bandas rojas en los bordes.
La insignia con el lazo se llevaba prendida en el lado izquierdo del pecho.

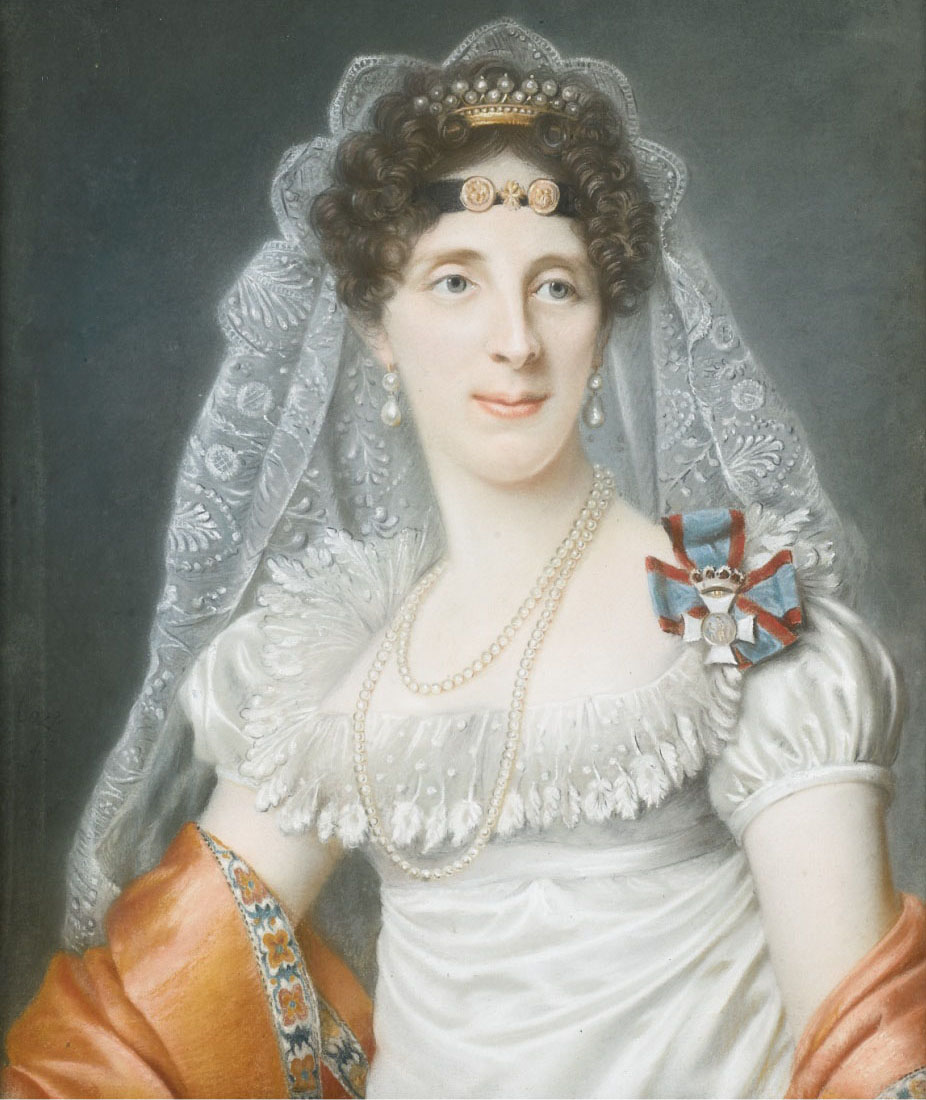
Retrato de la duquesa María Isabel en Baviera, princesa de Wagram con las insignias de la orden por Joseph Boze, 1817

## Grandes maestras
- 18 de octubre de 1766-17 de agosto de 1794: Isabel Augusta de Sulzbach, esposa de Carlos Teodoro, elector palatino y de Baviera.[9]
- 17 de agosto de 1794-20 de abril de 1831: María Amalia Ana de Sajonia, esposa del duque Carlos II Augusto de Zweibrücken-Birkenfeld.[9]
- 20 de enero de 1831-13 de mayo de 1851: Augusta de Baviera, esposa de Eugenio, duque de Leuchtenberg.[10]
- 13 de mayo de 1851-26 de abril de 1864: Augusta Fernanda de Austria-Toscana, esposa del príncipe Leopoldo de Baviera.[11]
- 14 de octubre de 1872-3 de febrero de 1919: María Teresa de Austria-Este, esposa del príncipe Luis de Baviera, después rey de Baviera como Luis III.[12]